# Roofing slates

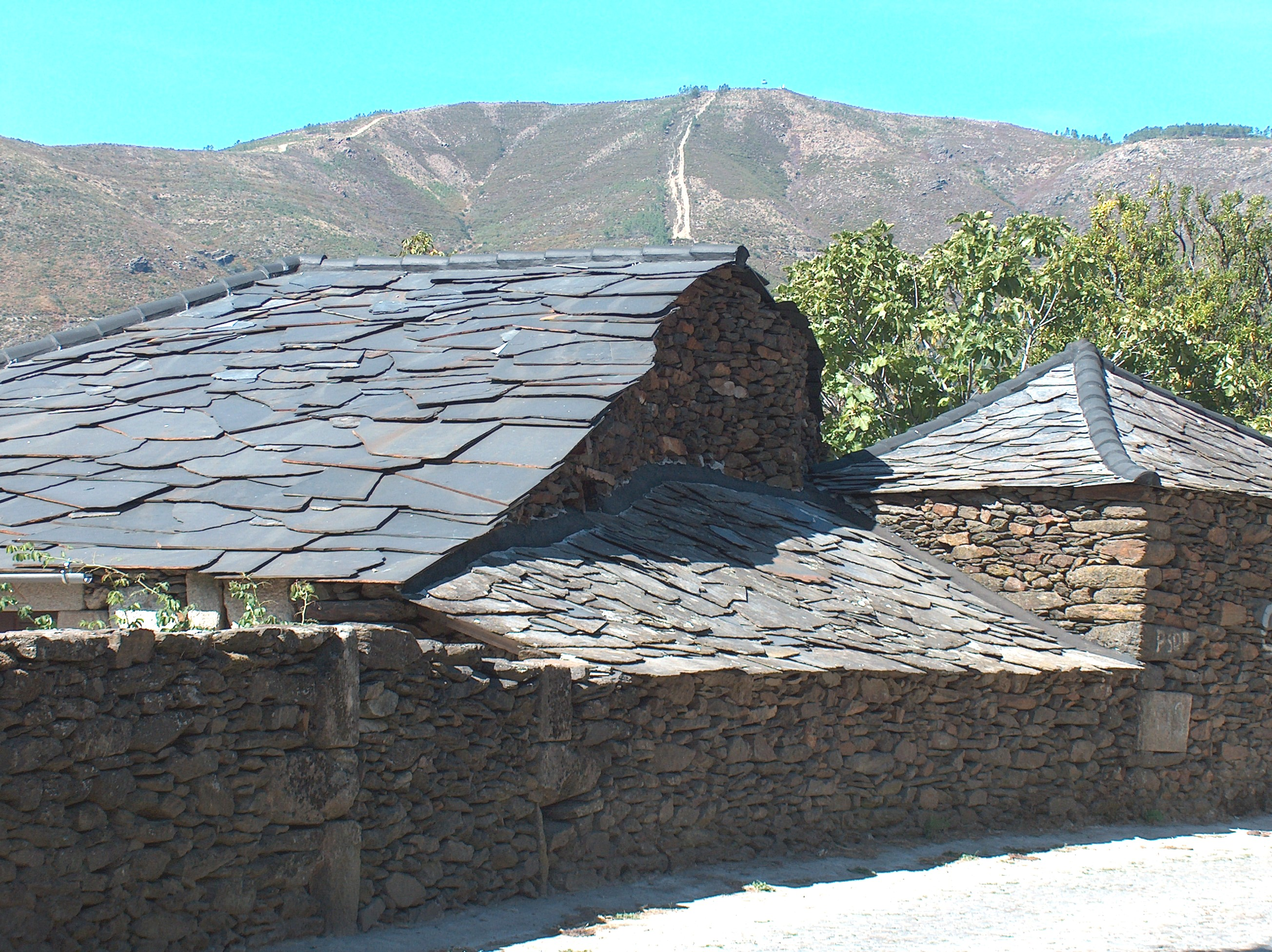
Ardósias

As roofing slates são telhas feitas de ardósia. A rocha é dividida em folhas finas que são cortadas no tamanho necessário antes do envio. Isso contrasta com as lajes que são fresadas para produzir componentes estruturais maiores. Eles são o principal produto da indústria de ardósia.